# Pere Ventayols
Pere Ventaiols o Ventayols va ser un actor català que va treballar, majoritàriament, amb la companyia de Maria Vila i Pius Daví.
L'any 1937, en plena Guerra Civil, la seva dona va denunciar-ne la seva desaparició al jutjat d'instrucció de Barcelona. Des d'aleshores, ja no va tornar a aparèixer a la premsa ni tampoc, a cap estrena més.

## Trajectòria professional
- 1928, 12 de maig. La Dolorosa de Ventura Gassol. Estrenada al teatre Romea de Barcelona.
- 1928, 24 de maig. En el paper de Badell, tronera a l'obra El marit de la vídua d'Alfons Roure. Estrenada al teatre Romea de Barcelona.
- 1929, 30 de març. En el paper de Jaume Madison, negre a l'obra El procés de Mary Dugan, original de Bayard Veiller, estrenada al teatre Romea de Barcelona.
- 1929, 30 de novembre. En el paper d'Alfred, 30 anys a l'obra L'amor...bon diplomàtic de Ricard de la Selva. Estrenada al teatre Romea de Barcelona.
- 1930, 17 d'octubre. En el paper d'Andreu a l'obra La veïna del terrat de Gastó A. Màntua. Estrenada al teatre Romea de Barcelona.
- 1931, 7 d'octubre. En el paper de Rupit a l'obra L'hostal de la Glòria de Josep Maria de Sagarra. Estrenada al teatre Romea de Barcelona.
- 1931, 17 de desembre. En el paper d'Eudalt a l'obra La morena de Collblanc de Gastó A. Màntua. Estrenada al teatre Romea de Barcelona.
- 1932, 26 de març. En el paper de Miquel a l'obra L'alegria de Cervera de Josep Maria de Sagarra. Estrenada al teatre Romea de Barcelona.
- 1932, 18 de maig. Angèlica Grelot, estrella de moda a l'obra Francesc Presas. Estrenada al teatre Romea de Barcelona.
- 1932, 7 d'octubre. En el paper de Daniel a l'obra Desitjada de Josep Maria de Sagarra. Estrenada al teatre Romea de Barcelona.
- 1933, 14 de febrer. En el paper de Claudi a l'obra El Cafè de la Marina de Josep Maria de Sagarra. Estrenada al teatre Romea de Barcelona.
- 1933, 3 d'octubre. En el paper d'Olivert a l'obra L'Estrella dels miracles de Josep Maria de Sagarra. Estrenada al teatre Romea de Barcelona.
- 1933, 27 d'octubre. En el paper de Maurici a l'obra La ben plantada de Gastó A. Màntua. Estrenada al teatre Romea de Barcelona.
- 1935, 15 de febrer. En el paper de Marlès a l'obra Lilí vol viure de Lluís Elias. Estrenada al Coliseu Pompeia de Barcelona.
- 1935, 20 d'abril. En el paper d'Albanell a l'obra Reina de Josep Maria de Sagarra. Estrenada al teatre Novetats de Barcelona.
- 1935, 30 d'octubre. En el paper de Joan a l'obra Roser florit de Josep Maria de Sagarra. Estrenada al teatre Novetats de Barcelona.
- 1935, 15 de novembre. En el paper de Jesús a l'obra Amàlia, Amèlia i Emília de Lluis Elias. Estrenada al teatre Novetats de Barcelona, per la companyia Nicolau-Martori.
- 1936, 28 de maig. En el paper de Giravolt a l'obra La cançó de la filla del marxant de Josep Maria de Sagarra, estrenada al teatre Espanyol (Paral·lel) de Barcelona.